# Иглохвостые печники
Иглохвостые печники (лат. Synallaxis) — род воробьиных птиц из семейства печниковых. Один из самых разнообразных родов семейства печниковых, представители которого обитают в тропических и субтропических районах Неотропики. Большинство видов распространены в Южной Америке, а три вида встречаются в Центральной Америке и на юге Мексики.

## Описание
Иглохвостые печники — мелкие птицы с короткими крыльями и относительно длинными хвостами. Достигают длины 11—19 см и массы от 9 до 26 г. Окраска оперения преимущественно тусклая, у многих видов на крыльях и макушке есть яркие рыжие пятна, а у некоторых видов на горле есть тёмное пятно, особенно заметное во время пения. Окраска представителей разных видов является достаточно сходной, однако характерная вокализация позволяет отличить разные виды.
Иглохвостые печники обитают в различных лесистых и полуоткрытых местностях. Ведут скрытый образ жизни, прячась среди зарослей. Гнезда представляют собой шарообразные конструкции, сплетенные из тонких веточек, с трубчатым входом сверху или сбоку.

## Классификация
В состав рода включают 37 видов:
- Synallaxis scutata Sclater, 1859 — Золотоухая кустарниковая иглохвостка
- Synallaxis cinerascens Temminck, 1823 — Серобрюхий иглохвостый печник
- Synallaxis gujanensis — Кайеннский иглохвостый печник
- Synallaxis simoni
- Synallaxis albilora
- Synallaxis maranonica — Мараньонский иглохвостый печник
- Synallaxis hypochondriaca — Большая иглохвостка
- Synallaxis chinchipensis
- Synallaxis stictothorax — Ошейниковый иглохвостый печник
- Synallaxis zimmeri — Рыжебрюхий иглохвостый печник
- Synallaxis brachyura — Серогорлый иглохвостый печник
- Synallaxis subpudica — Серебряногорлый иглохвостый печник
- Synallaxis hellmayri — Краснокрылая иглохвостка
- Synallaxis ruficapilla — Красношапочный иглохвостый печник
- Synallaxis cinerea
- Synallaxis infuscata — Иглохвостый печник Пинто
- Synallaxis moesta — Траурный иглохвостый печник
- Synallaxis macconnelli
- Synallaxis cabanisi — Иглохвостый печник Кабаниса
- Synallaxis hypospodia — Серогрудый иглохвостый печник
- Synallaxis spixi — Иглохвостый печник Спикса
- Synallaxis albigularis — Темногрудый иглохвостый печник
- Synallaxis beverlyae
- Synallaxis albescens — Бледногрудый иглохвостый печник
- Synallaxis frontalis — Чернолобый иглохвостый печник
- Synallaxis azarae — Азарайский иглохвостый печник
- Synallaxis courseni — Апуримакский иглохвостый печник
- Synallaxis candei — Черноухая кустарниковая иглохвостка
- Synallaxis erythrothorax — Рыжегрудый иглохвостый печник
- Synallaxis kollari — Красноухая кустарниковая иглохвостка
- Synallaxis tithys — Темноголовый иглохвостый печник
- Synallaxis fuscorufa — Красноголовый иглохвостый печник
- Synallaxis unirufa — Ржавчатый иглохвостый печник
- Synallaxis castanea — Черногорлый иглохвостый печник
- Synallaxis cinnamomea — Пестрогрудый иглохвостый печник
- Synallaxis rutilans — Красноватый иглохвостый печник
- Synallaxis cherriei — Коричневогорлый иглохвостый печник